# Dubrovačko Primorje
Dubrovačko Primorje (Italiaans: Litorale Raguseo)  is een gemeente in de Kroatische provincie Dubrovnik-Neretva.
Dubrovačko Primorje telt 2216 inwoners.

## Plaatsen in de gemeente
Plaatsen in de gemeente met het inwonertal in 2001:
- Banići - 143
- Čepikuće - 95
- Doli - 207
- Imotica - 85
- Kručica - 34
- Lisac - 34
- Majkovi - 218
- Mravnica - 45
- Ošlje - 96
- Podgora - 33
- Podimoć - 44
- Slano - 552
- Smokovljani - 101
- Stupa - 73
- Štedrica - 61
- Točionik - 26
- Topolo - 152
- Trnova - 45
- Trnovica - 37
- Visočani - 135

## Galerij

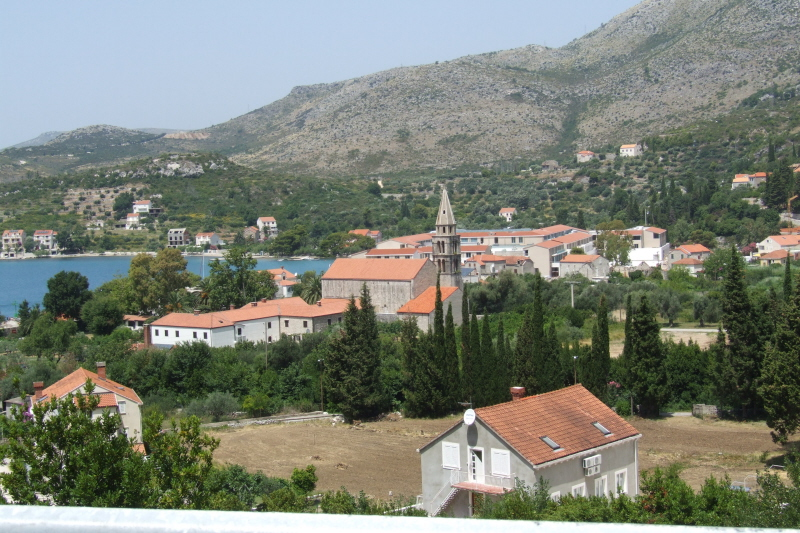
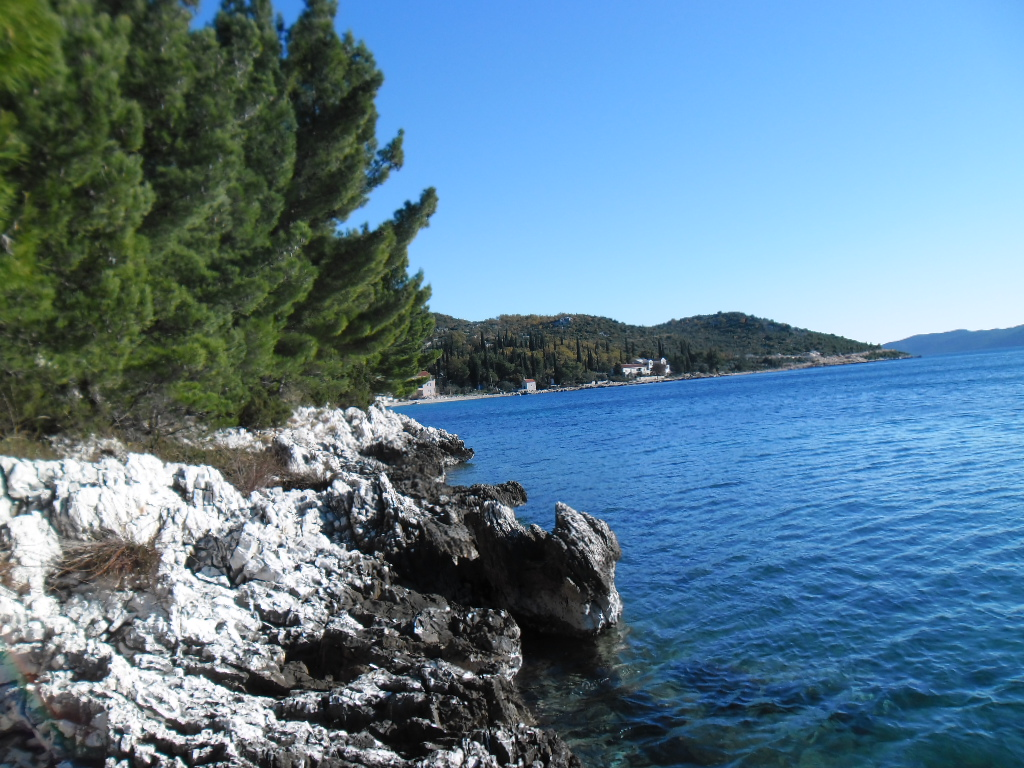
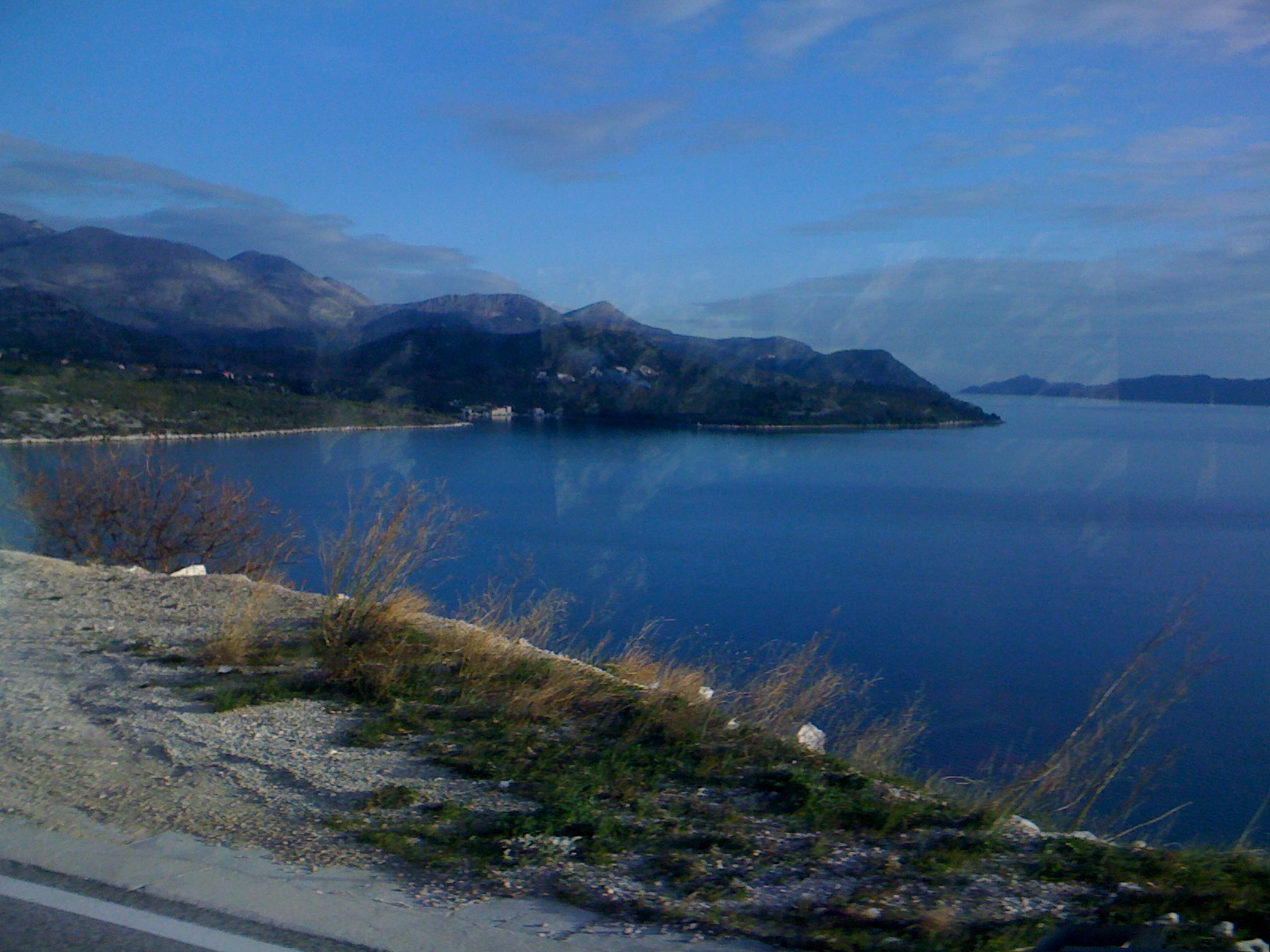

Steden (gradovi): Dubrovnik · Korčula · Metković · Opuzen · Ploče

Gemeenten (općine): Blato · Dubrovačko Primorje · Janjina · Konavle · Kula Norinska · Lastovo · Lumbarda · Mljet · Orebić · Pojezerje · Slivno · Smokvica · Ston · Trpanj · Vela Luka · Zažablje · Župa Dubrovačka